# Conus bayani
Conus bayani é uma espécie de gastrópode do gênero Conus, pertencente a família Conidae.

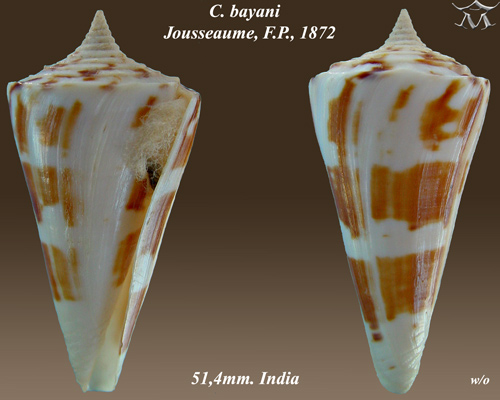
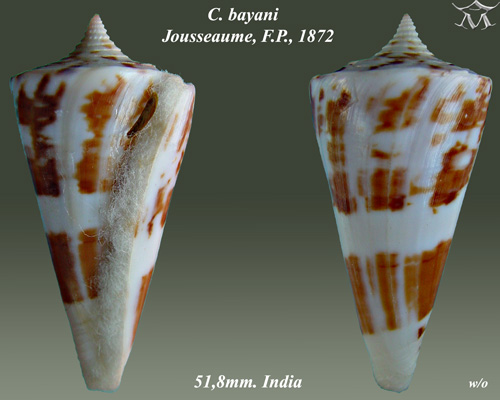